# Aram Mattioli
Aram Mattioli (* 21. Januar 1961 in Zürich) ist ein Schweizer Historiker mit italienischen Wurzeln, der seit 1966 im Industriedorf Möhlin im aargauischen Fricktal aufwuchs. Ursprünglich stammte seine Familie väterlicherseits aus der Provinz Bologna im Königreich Italien. 1927 liess sein Grossvater Elvezio Mattioli (1906–1988), ein überzeugter Antifaschist, sich in der Schweiz einbürgern, indem er das Bürgerrecht von Berzona im Onsernonetal (Tessin) erwarb.

## Werdegang
Aram Mattioli studierte von 1981 bis 1988 Geschichtswissenschaft und Philosophie an der Universität Basel, nachdem er zuvor das Wirtschaftsgymnasium besucht hatte. 1988/89 war er wissenschaftlicher Mitarbeiter am Archiv für Zeitgeschichte an der ETH Zürich. Von 1989 bis 1997 arbeitete er als wissenschaftlicher Assistent an der Geisteswissenschaftlichen Fakultät Luzern. Er wurde im September 1993 mit einer Studie über den Freiburger Rechtsintellektuellen Gonzague de Reynold an der Universität Basel promoviert und im Februar 1997 in Luzern nach einem Forschungsaufenthalt an der Ruprecht-Karls-Universität Heidelberg habilitiert.
Seit 1999 war er als ordentlicher Professor für Allgemeine und Schweizer Geschichte der Neuesten Zeit an der Universität Luzern tätig. Von 2001 bis 2004, von 2006 bis 2008, von 2010 bis 2012 und von 2014 bis 2016 war er Leiter des Historischen Seminars Luzern. 2001/02 amtete er als Dekan der Geisteswissenschaftlichen Fakultät der Universität Luzern. Im Sommer 2024 liess er sich vorzeitig emeritieren, um künftig als freier Autor zu arbeiten. Zu seinen Lehrgebieten gehörten die Geschichte von Kolonialismus, Rassismus und italienischem Faschismus, aber auch die Globalgeschichte des Zweiten Weltkrieges und des Kalten Krieges sowie der Memory Boom in westlichen Gesellschaften. Er schreibt unter anderem als Gastautor für Die Zeit in Hamburg.

## Forschung
Aram Mattioli befasste sich zu Beginn seiner Forschungstätigkeit mit Schweizer Rechtsintellektuellen des späten 19. und frühen 20. Jahrhunderts. Seine Dissertation verfasste er über den Freiburger Patrizier und rechtskonservativen Intellektuellen Gonzague de Reynold, der die katholischen Diktaturen der Zwischenkriegszeit bewunderte und sich während des Zweiten Weltkriegs für die Umwandlung der Schweiz in eine autoritäre Republik mit einem Landammann an deren Spitze engagierte. In seinem Essay Jacob Burckhardt und die Grenzen der Humanität setzt sich Mattioli mit dem Antisemitismus des grossen Basler Gelehrten des 19. Jahrhunderts auseinander. Mattioli sieht sich dabei jedoch «vor einer Mauer der Auslassungen und eingeschliffenen Legenden» wieder, stellt «bestehende Forschungsdefizite» fest und erkennt, dass auch im Fall Burckhardt «der Geniekult zu entschärften Lesarten, Blickverengungen und seltsamen ahistorischen Betrachtungsweisen» führt. «In diesem Essay wird argumentiert, dass Burckhardts antisemitische Tiraden keine Gelegenheitsäußerungen waren und wissenschaftlich weit ernster zu nehmen sind, als die Forschung bislang angenommen hat.»
Nach der Beschäftigung mit der Geschichte des schweizerischen Antisemitismus konzentrierte sich Mattioli mehr und mehr auf die Erforschung des italienischen Faschismus. 2005 legte er eine vielbeachtete Studie zum faschistischen Angriffs- und Eroberungskrieg gegen das Kaiserreich Abessinien (heute Äthiopien) vor, bei dem die italienischen Truppen zwischen 1935 und 1941 wiederholt Giftgas gegen die Zivilbevölkerung einsetzten und andere schwere Kriegsverbrechen begingen. Er arbeitete auch zu den davor begangenen Besatzungsverbrechen der Italiener in ihrer Kolonie Libyen.
Im Oktober 2008 organisierte er in Luzern eine grosse Tagung zur Architektur- und Städtebaugeschichte des faschistischen Italiens. Dabei wurden so verschiedene Aspekte besprochen wie die radikale Umgestaltung der Metropole Rom in den zwanziger Jahren, neu angelegte Städte auf dem trockengelegten Agro Pontino (etwa Littoria oder Sabaudia), die italienische Neustadt von Bozen, faschistische Totenburgen und Ossarien im Südtirol, der Bau der Autobahnen sowie die zum Teil überwältigenden Architektur- und Städtebauprojekte in den Kolonien Dodekanes, Libyen, Eritrea und Äthiopien (siehe auch: Italienisch-Ostafrika). 2009 ist ein Sammelband mit diesen Beiträgen erschienen, der als ein Standardwerk zum Thema gilt.
Auf breiter empirischer Grundlage setzt er sich in «Viva Mussolini!» Die Aufwertung des Faschismus im Italien Silvio Berlusconis (2010) mit dem irritierenden Geschichtsrevisionismus im Italien der jüngeren Gegenwart auseinander. Spätestens seit der Medienmogul Silvio Berlusconi die Neofaschisten des Movimento Sociale Italiano im Frühjahr 1994 in seine erste Regierung holte, wurden die Grenzen des öffentlich Sagbaren in Italien weit nach rechts verschoben. In der Folge davon wurde die Zeit der faschistischen Diktatur (1922–1943/45) von rechten Historikern, Journalisten, Regisseuren und Politikern verharmlost und in Teilen sogar weissgewaschen. Das 2011 ins Italienische übersetzte Buch zeichnet diese erinnerungspolitische Entwicklung nicht nur detailliert nach, sondern versucht sie auch aus der Nachkriegsgeschichte Italiens wissenschaftlich zu erklären.
Seither hat Mattioli sich mit der Geschichte der Native Americans auseinandergesetzt und zwei Überblickswerke zu diesem Thema vorgelegt, die als Sachbücher hohe Auflagen erlebt haben. In Verlorene Welten: Eine Geschichte der Indianer Nordamerikas, 1700–1910 untersucht der Historiker die Frühgeschichte weiss-indianischer Interaktionen und den Verlust der Autonomie, des Landes und der Kultur während der siedlerkolonialen Durchdringung Nordamerikas durch Weisse. In Zeiten der Auflehnung: Eine Geschichte des indigenen Widerstandes in den USA schildert Mattioli den langanhaltenden Widerstand der First Peoples in den USA des 20. Jahrhunderts.

## Auszeichnungen
Seine Synthese Verlorene Welten. Eine Geschichte der Indianer Nordamerikas, 1700–1910 stand zusammen mit vier anderen Werken auf der Shortlist für das Wissenschaftsbuch des Jahres 2018.

## Werke (Auswahl)
- Zwischen Demokratie und totalitärer Diktatur. Gonzague de Reynold und die Tradition der autoritären Rechten in der Schweiz. Orell Füssli, Zürich 1994, ISBN 3-280-02193-6.
  - Übersetzung ins Französische: Gonzague de Reynold. Idéologue d’une Suisse autoritaire. Préface de Roger de Weck. Éditions Universitaires, Fribourg 1997.
- Intellektuelle von rechts. Ideologie und Politik in der Schweiz 1918–1939 (als Herausgeber). Orell Füssli, Zürich 1995.
- Antisemitismus in der Schweiz 1848–1960. Orell Füssli, Zürich 1998 (als Herausgeber).
- Katholischer Antisemitismus im 19. Jahrhundert. Ursachen und Traditionen im internationalen Vergleich (hg. mit Olaf Blaschke). Orell Füssli, Zürich 2000.
- «Eine höhere Bildung thut in unserem Vaterlande Noth.» Steinige Wege vom Jesuitenkollegium zur Hochschule Luzern (mit Markus Ries). Chronos, Zürich 2000.
- Jacob Burckhardt und die Grenzen der Humanität. Bibliothek der Provinz, Weitra 2001.
- Entgrenzte Kriegsgewalt. Der italienische Giftgaseinsatz in Abessinien 1935–1936. In: Vierteljahrshefte für Zeitgeschichte. Bd. 51, Heft 3, 2003, S. 311–337, online (PDF; 7 MB).
- Intoleranz im Zeitalter der Revolutionen. Europa 1770–1848 (hg. mit Markus Ries & Enno Rudolph). Orell Füssli, Zürich 2004.
- Experimentierfeld der Gewalt. Der Abessinienkrieg und seine internationale Bedeutung 1935–1941; mit einem Vorwort von Angelo Del Boca. Orell Füssli, Zürich 2005, ISBN 3-280-06062-1.
- Der erste faschistische Vernichtungskrieg. Die italienische Aggression gegen Äthiopien 1935–1941 (hg. mit Asfa-Wossen Asserate; Beiträge einer Tagung an der Universität Luzern vom 3. Oktober 2005). SH-Verlag, Köln 2006, ISBN 978-3-89498-162-4.
- Für den Faschismus bauen. Architektur und Städtebau im Italien Mussolinis (hg. mit Gerald Steinacher). Orell Füssli, Zürich 2009.
- «Viva Mussolini!». Die Aufwertung des Faschismus im Italien Berlusconis. Ferdinand Schöningh, Paderborn 2010.
  - Übersetzung ins Italienische: «Viva Mussolini!» La guerra della memoria nell’Italia di Berlusconi, Bossi e Fini. Garzanti, Milano 2011.
- Verlorene Welten. Eine Geschichte der Indianer Nordamerikas 1700–1910. Klett-Cotta, Stuttgart 2017.
  - Übersetzung ins Italienische: Mondi perduti. Una storia dei nativi nordamericani 1700–1910. Einaudi, Torino 2019.
- Zeiten der Auflehnung. Eine Geschichte des indigenen Widerstandes in den USA 1911–1992. Klett-Cotta, Stuttgart 2023.
  - Übersetzung ins Italienische: Tempi di rivolta. Una storia delle lotte indiane negli Stati Uniti. Einaudi, Torino 2024.
- Dr. Seltsam in der Arktis oder wie die Umweltbewegung in den USA laufen lernte (= Luzerner Universitätsreden. 40). Luzern 2025.